# Gabriel Magalhães
Gabriel dos Santos Magalhães (ur. 19 grudnia 1997 w São Paulo) – brazylijski piłkarz występujący na pozycji środkowego obrońcy w angielskim klubie Arsenal oraz w reprezentacji Brazylii. Wychowanek Avaí, w trakcie swojej kariery grał także w drużynach, takimi jak: Lille, Troyes oraz Dinamo Zagrzeb.